# Cuguen
Cuguen (bret. Kugenn) – miejscowość i gmina we Francji, w regionie Bretania, w departamencie Ille-et-Vilaine.
Według danych na rok 1990 gminę zamieszkiwały 673 osoby, a gęstość zaludnienia wynosiła 29 osób/km² (wśród 1269 gmin Bretanii Cuguen plasuje się na 733. miejscu pod względem liczby ludności, natomiast pod względem powierzchni na miejscu 422.).